# Sé (Funchal)
Sé è una freguesia della città di Funchal, in Portogallo. Ospita il Museu CR7, dedicato al calciatore Cristiano Ronaldo.